# Edema perifèric
L'edema perifèric és l'edema (acumulació de líquid que provoca inflor) als teixits perfosos pel sistema vascular perifèric, generalment als membres inferiors. A les parts més dependents del cos (les que pengen distalment), es pot anomenar edema dependent.

## Causa
La malaltia s'associa habitualment a canvis vasculars i cardíacs associats a l'envelliment, però pot ser causada per moltes altres condicions, com ara insuficiència cardíaca congestiva, insuficiència renal, cirrosi hepàtica, hipertensió portal, trauma, alcoholisme, mal d'alçada, embaràs, hipertensió, anèmia de cèl·lules falciformes, un sistema limfàtic compromès o simplement llargs períodes assegut o dret sense moure's. Alguns medicaments (per exemple, amlodipina, pregabalina) també poden causar o empitjorar el trastorn.